# Станчо Хаджиев
Станчо Христов Хаджиев е български офицер, полковник.

## Биография
Станчо Хаджиев е роден на 27 август 1902 г. в казанлъшкото село, днес град Шипка. През 1925 г. завършва Военното училище в София, а през 1940 г. и Военна академия. От 1940 г. е временен началник на секция в щаба на пета пехотна дунавска дивизия. На следващата година постъпва на работа във Военното училище. По време на българското участие във Втората световна война е последователно началник на оперативния отдел на втора българска армия и началник-щаб на шестнадесета пехотна дивизия. Награждаван е с орден „За храброст“, IV степен, 1 клас, съветски орден „Кутузов“, III степен, орден „Отечествена война“, I степен, орден „Св. Александър“, IV степен, м.ср., унгарския орден „На унгарската свобода“ – сребърен. От 1945 г. е временно изпълняващ длъжността началник на учебно отделение в Щаба на войската. От 26 януари 1948 – 21 май 1952 е началник на Народното военно училище „Васил Левски“ в София. В периода 1948 – 1954 г. е преподавател във Военната академия..

## Военни звания
- Подпоручик (12 септември 1925)
- Поручик (3 октомври 1928)
- Капитан (6 май 1935)
- Майор (1941)
- Подполковник (9 септември 1945)
- Полковник (1946)